# Isotopologhi
Gli isotopologhi sono molecole che differiscono solo per la composizione isotopica, come CH4, CH3D e CH2D2.
Un altro esempio è l'acqua. Considerando solo gli isotopi dell'idrogeno, che sono deuterio (D) e trizio (T), alcuni dei possibili isotopologhi sono: la normale acqua leggera H2O, l'acqua semi-pesante HDO, l'acqua pesante D2O e l'acqua superpesante T2O. Tra gli isotopologhi dovuti all'ossigeno ci sono H218O e l'acqua doppiamente marcata D218O, entrambi disponibili in commercio.